# Бій біля Ле-Като
Бій біля Ле-Като (фр. Bataille du Cateau; англ. Battle of Le Cateau; нім. Schlacht von Le Cateau) — бій, що стався 26 серпня 1914 року на Західному фронті в ході Великого відступу англо-французьких військ за часів Першої світової війни. Британські експедиційні сили і 5-та французька армія відступили після своїх поразок у битві при Шарлеруа (21-23 серпня) та битві при Монсі (23 серпня). Британський II корпус вступив в ар'єргардні бої під Ле-Като, намагаючись уповільнити переслідування головних сил британської армії кайзерівськими військами 1-ї армії генерала фон Клюка. Завдяки цьому зіткненню більшість британських експедиційних сил та французької армії змогли продовжити відступ до Сен-Кантена.

## Історія
Після поразки в битві при Монсі британці почали відступати вглиб Франції, 5-та дивізія II корпусу якісь час не могла відірватися від німецьких підрозділів у районі Баве, що її переслідували, ведучи з ними ар'єргардні бої, перш ніж вийти на Римську дорогу і продовжити рух на південний захід. Інша дивізія II корпусу, 3-тя, пройшла дорогу через Ле-Кенуа, а Кавалерійська дивізія знаходилася на західному фланзі. 7-ма бригада забезпечувала тилове прикриття головних сил корпусу.
У ніч на 25 серпня II корпус генерала Сміт-Дорріена був наздогнаний біля Ле-Като військами німецької 1-ї армії під командуванням генерала фон Клюка. Зі своїми трьома дивізіями, а також невеликим кавалерійським компонентом, що відокремився від I корпусу Дугласа Гейґа у восьми милях на схід біля Ландрессі, і, крім того, виявившись не в змозі відступити, не потрапивши під атаку противника у спину, Сміт-Доррієн вирішив наступного ранку дати бій.
Виходячи з того, що британські війська були дуже втомлені після поразки під Монсом, нескінченими денними та нічними маршами в ході відступу, що тривав вже кілька днів, рішення Сміт-Доррієна, як психологічно, так і тактично, було доречним. Однак головнокомандувач БЕК, фельдмаршал сер Джон Френч, увечері 25 серпня спеціально наказав продовжувати відступ і, незважаючи на відносний успіх акції, обурився рішенням Сміт-Доррієн вступити в бій. Між двома командирами виникла суперечка, яка в кінцевому підсумку призвела до відсторонення Сміт-Доррієна від командування корпусом під приводом його поганого самопочуття.
На щастя для Сміта-Доррієна, в першому ешелоні німецької 1-ї армії, лише три дивізії могли вступити в бій. Сам фон Клюк разом зі своїм корпусом на східному фланзі був занадто далеко від району, щоб втрутитися в перебіг битви. Натомість два західні корпуси в невдалій спробі обійти з флангу британських сил, вели бойові дії проти французької 6-ї армії дивізійного генерала Мішеля Манурі, що заважав їм це зробити.
Британська 5-та дивізія знаходилася на правому фланзі, на південній стороні дороги Ле-Като — Камбре між Енші та Ле-Като. 3-тя дивізія займала оборону в центрі, між Кодрі та Енші, а 4-та дивізія знаходилася на лівому фланзі, на північному берегу Варнеллі. В багатьох місцях німці могли непоміченими наблизитися до британських позицій.
На світанку наступного дня, 26 серпня, німецька артилерія відкрила вогонь по британських позиціях, які поспіхом закріпилися на відкритому просторі.
Артилерійський обстріл тривав до обіду, перш ніж німецька піхота перейшла в атаку. Ведучи вогонь по німецьких стрілецьких ланцюжках переважно з рушниць, з нашвидкуруч облаштованих неглибоких траншей, британцям тим не менш вдалося значно уповільнити наступ німецької піхоти до такого ступеня, що після обід 26 серпня Сміт-Доррієн зміг організувати відступ британських військ, незважаючи на переважні спроможності та відсутність флангового захисту для свого корпусу.
Близько 17:00 головні сили II корпусу генерала Сміт-Дорріена відступили зі своїх оборонних позицій. Частка його підрозділів не змогла отримати наказ про відхід і продовжувала вести стрілецький бій, утім допомагаючи своїм основним формуванням відійти.
Німецька піхота просувалася вниз по долині річки, де зупинилася. Батальйони 7-ї дивізії отримали наказ зупинитися, щоб дозволити військам німецького III корпусу продовжити організоване переслідування англійців. Однак цей корпус знаходився далеко в тилу і аж до опівночі не зміг продовжити наступ, додавши британцям час на безперешкодне продовження відступу без загрози оточення.
В результаті боїв біля Ле-Като втрати були значними для обох сторін. Британці втратили 7 812 британських солдатів і офіцерів, серед яких 700 загиблих. Водночас, кайзерівські війська зазнали втрат не лишень у живій силі, але, що найважливіше в тій ситуації, в подальшому загальмуванні їхнього запланованого наступу на Париж.